# دهستان مشک‌آباد
دهستان مشک آباد یکی از دهستان‌های استان مرکزی است که در بخش مرکزی شهرستان اراک قراردارد.
روستاهای تابع آن عبارتند از: خیرآباد، شانق، قلعه مشک آباد، لته در، مرتع سیبک، میر آباد، علی‌آباد، شهسواران، امرآباد، ابراهیم‌آباد، چشمه خورزن و سهل آباد. علی آباد و میراباد از قدیمی‌ترین روستاهای این منطقه هستند.